# 原地岩体

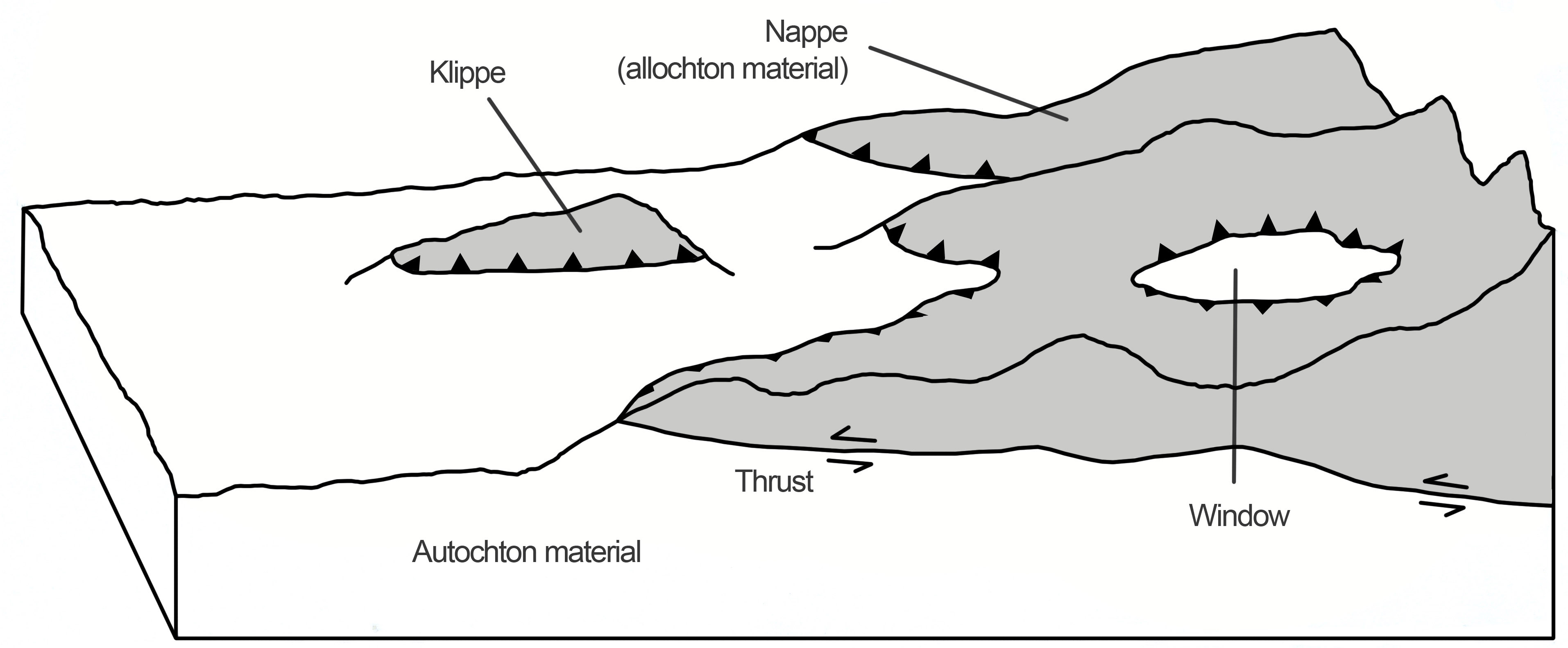
逆断层示意圖断层上盤稱爲推覆體，它遮蓋底下的原地岩体。推覆體的洞曝露原地岩体，為構造窗，推覆體被侵蝕后留下的山峰，稱爲飞来峰

原地岩体（英語：autochthon）是指一塊岩体，位於其原始形成的位置,相對於其基底而言，未經搬移過。而移置岩体至少移動了幾公里。。如果移置岩体有一個開口或洞，暴露出下面的原地岩体，這個洞被稱為構造窗。